# Cambodia Airlines

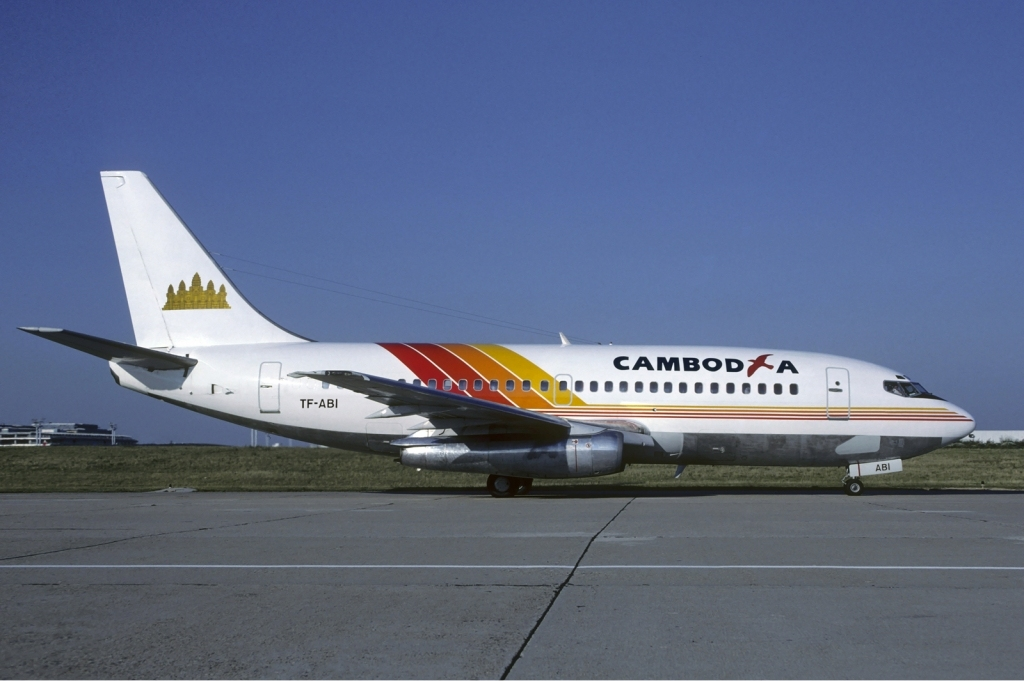
Một chiếc Boeing 737-200 của Cambodia Airlines (hình hài đầu tiên).

Cambodia Airlines là một hãng hàng không ở Campuchia thuộc sở hữu của tập đoàn The Royal Group và PAL Holdings, Inc. của Philippines.

## Lịch sử
Cambodia Airlines được thành lập năm 1997 nhưng ngừng hoạt động vào năm 2005.
Năm 2013, hãng hàng không Philippine Airlines mang cờ của Philippines đã thành lập một liên doanh tập đoàn The Royal Group của Campuchia bằng cách mua 49% cổ phần của Cambodia Airlines. San Miguel Corporation, một tập đoàn đa ngành ở Philippines đã mua lại cổ phần của PAL Holdings, Inc. và nắm quyền quản lý Philippine Airlines từ tập đoàn Lucio Tan. The Royal Group của Campuchia vẫn sở hữu 100% Cambodia Airlines trước khi liên doanh. Những hoạt động liên quốc gia giữa Manila và Phnôm Pênh dự kiến bắt đầu vào tháng 6 trong khi các chuyến bay quốc tế sẽ bắt đầu vào tháng 10 cùng năm. Hiện hãng Cebu Pacific đang phục vụ cả hai quốc gia thông qua đường bay Manila-Siem Reap.
Năm 2014, hãng hàng không này đã ngừng hoạt động kinh doanh.

## Đội bay
Ban đầu, Cambodia Airlines sẽ thuê hai chiếc Airbus A320 cho các chuyến bay quốc tế và hai chiếc Bombardier Dash 8 cho các chuyến bay nội địa.